# 金沢情報ビジネス専門学校
金沢情報ビジネス専門学校（かなざわじょうほうビジネスせんもんがっこう）は、かつて石川県金沢市高岡町にあった私立専修学校。

## 設置課程
- 高度情報工学科(3年男女)
- 高度情報システム学科(2年男女)
- ネットワークデザイン学科(2年男女)
- コンピュータ会計ビジネス学科(2年男女)
- ブライダルイベント学科(2年男女)
- 医療情報秘書学科(2年男女)
- トータルビューティ学科(2年女子)
- 公務員学科(1年男女)

## 所在地
- 石川県金沢市高岡町3番20号

## 沿革
- 1974年 - 金沢情報ビジネス専門学校として開校。
- 1982年 - 公務員学科を設置。
- 1986年 - 学校法人飛翔を取得する。
- 2003年 - 高岡町に移転。
- 2008年 - 学生募集停止。
- 2011年 - 学校法人大原学園と統合により廃校。